# Orejanilla
Orejanilla es una localidad segoviana perteneciente al municipio de Orejana, en la comunidad autónoma de Castilla y León (España). En 2022 contaba con 17 habitantes censados.

## Toponimia
Su nombre viene de Orejana, es un diminutivo del nombre de este municipio (antes concejo) ya que pertenece a él.
Etimológicamente Orejana proviene de Aureliana, nombre que deriva de Aurelia, madre de Trajano. La zona se denominó Aureliana, luego derivó a Oreliana, Orellana y finalmente Orejana, que es como hoy se la conoce. En Orejanilla hubo unos vestigios romanos que se atribuyeron a la casa en la que Aurelia dio luz a su hijo Trajano.

## Historia
Se han encontrado diversos restos romanos que se atribuyeron a la casa en la que Aurelia, dio a luz a su hijo Trajano.
El concejo de Orejana esta documentalmente registrado desde 1247.

## Geografía

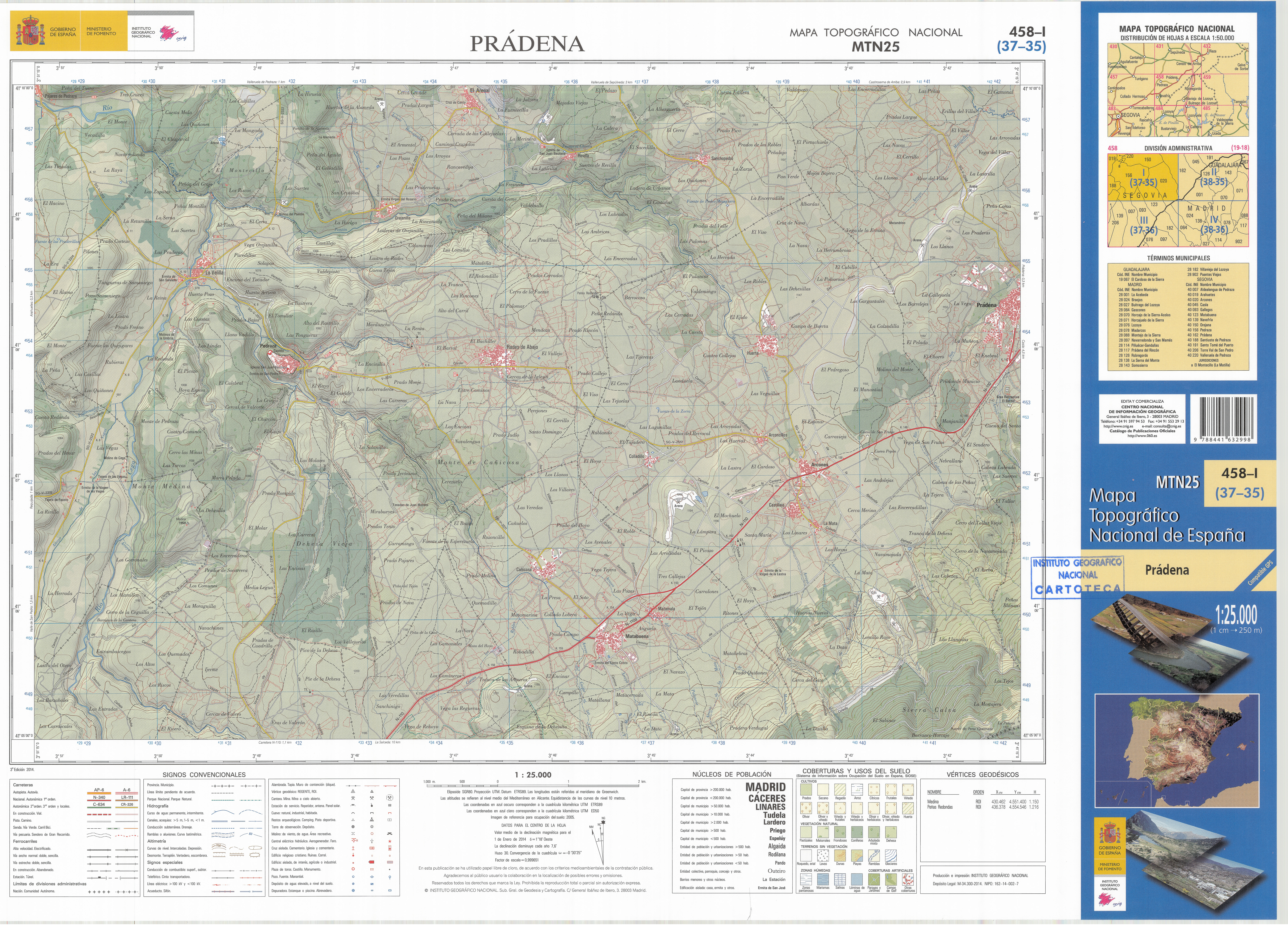
Fragmento de la hoja 458 del Mapa Topográfico Nacional de España de 2014 en el que se representa parte de Orejana

A una altitud de 1.176 m s. n. m. por la localidad pasa el Camino de San Frutos en su cuarta etapa en su recorrido por la sierra.

## Demografía
| 24            | 23 | 22 | 20 | 20 | 18 | 21 | 20 | 19 | 16 | 14 | 17 |
| (Fuente: INE) |    |    |    |    |    |    |    |    |    |    |    |

## Cultura

### Patrimonio
- Destaca la Iglesia Románica de San Juan Bautista, románica del siglo XII o comienzos del XIII, está declarada Bien de Interés Cultural desde el 2 de marzo de 2000;[10]
- Potro de herrar;
- Ermita de San Gregorio. Conserva dos capiteles románicos en el pórtico que deben proceder de la antigua iglesia de San Nicolás.

### Fiestas
En junio la Feria del Espíritu Santo;
El primer fin de semana de octubre La Virgen del Rosario.